# Вртолница
Вртолница (алб. Vërtolnicë), раније Вртомица (алб. Vërtomica), насеље је у општини Качаник, Косово и Метохија, Република Србија.

## Становништво
| Демографија | Демографија | Демографија |
| Година      | Становника  | Становника  |
| ----------- | ----------- | ----------- |
| 1948.       | 200         |             |
| 1953.       | 62          |             |
| 1961.       | 42          |             |
| 1971.       | 56          |             |
| 1981.       | 16          |             |
| 1991.       | 34          |             |